# Přijde letos Ježíšek?
Přijde letos Ježíšek? je český hraný film z roku 2013 režisérky Lenky Kny. Vánoční romantická komedie je zasazena do zasněžených lokací Malé Strany a Starého Města. Ve filmu hrají Josef Abrhám, Libuše Šafránková, Igor Chmela, Václav Postránecký, Danica Jurčová, Pavel Kříž, Marian Roden, Dolorès Heredia, Aislinn Derbèz.
Film v roce 2013 v českých kinech vidělo 51 972 diváků.

## Děj
Film vypráví o setkání dvou rodin, které jsou přesvědčeny, že o Vánocích se mají konat dobré skutky, že přání se mají plnit za každou cenu, a že na zázraky mohou věřit nejen děti.
Šarmantní šedesátník José (Josef Abrhám) se vrací po třiceti letech z emigrace v Mexiku do rodné Prahy. Jeho manželka Dolores (Dolorès Heredia) věří, že pro jejich dceru Penélope (Aislinn Derbèz), která se marně snaží otěhotnět, je poslední nadějí zázrak, který by v předvánočním čase mohlo splnit slavné Pražské Jezulátko. To je její verze, ale ve skutečnosti má od svého kněze v Mexiku daleko bizarnější úkol.
José má z návratu obavy, správně tuší, že by mu mohl přinést nečekaná překvapení a také setkání s jeho bývalou láskou Květou (Libuše Šafránková). Nakonec se ukáže, že každý z členů jeho rodiny skrývá své tajemství, a že legendární Pražské Jezulátko opravdu koná zázraky.

## Výroba
Film se natáčel v prosinci 2012 a v lednu 2013 v Praze a v Mexiku (v městech Bernal a Colón). V Praze se mj. natáčelo v kostele Panny Marie Vítězné, tamní soška Pražského Jezulátka má ve filmu svoji úlohu.

## Festivaly
- 18.ročník Cineuropa Manila, Cebu, Davao, Filipíny / zahajovací film /[5](2016)
- 7. ročník European Film Festival in Palau, Filipíny / speciální uvedení /
- Festival španělských filmů La Peliqula Manila / zahajovací film  /
- Finále Plzeň, Přehlídka (2014)

## Obsazení
| Josef Abrhám       | José      |
| Libuše Šafránková  | Květa     |
| Dolorès Heredia    | Dolorès   |
| Aislinn Derbèz     | Penelopè  |
| Igor Chmela        | Michal    |
| Václav Postránecký | Ruda      |
| Radúz Mácha        | Martin    |
| Marian Roden       | Jaroslav  |
| Pavel Kříž         | kostelník |
| Danica Jurčová     | Veronika  |
| Natalie Řehořová   | Johanka   |